# Johann Barthold Niemeier
Johann Barthold Niemeier (auch: Niemayer, Niemeyer; * 24. Juni 1644 in Sankt Andreasberg; † 8. Mai 1708 in Helmstedt) war ein deutscher Logiker und lutherischer Theologe.

## Leben
Der Sohn des Pastors Barthold Niemeier (* 1612 in Osterode am Harz; † 14. Dezember 1666) und dessen Frau Elisabeth (* 1619 in Rostock; † 10. Juni 1671 in St. Andreasberg), der Tochter des Ratsherren Jakob Dringenberg in Rostock und dessen Frau Regina Elisabeth Mittag (1619–1671), besuchte die Stadtschule seiner Vaterstadt und wurde in seiner Ausbildung stark vom Vater unterstützt. Dadurch erhielt er schon früh einen hohen Bildungsgrad und konnte am 4. Oktober 1658 mit seinem Bruder Georg (1645–1682) die Klosterschule in Walkenried besuchen. Nach sechs Jahren bezog er 1665 die Universität Helmstedt, wo er philosophische und theologische Studien absolvierte. Nach kurzem Aufenthalt zu Hause kehrte er 1666 nach Helmstedt zurück, wo er seine Studien fortsetzte und am 2. Oktober 1671 Magister der Philosophischen Wissenschaften wurde.
Danach hielt er Privatvorlesungen, wurde am 7. September 1675 Professor der Philosophie und am 10. Januar 1690 Professor der Logik und Metaphysik. Nebenher setzte er sein Studium der theologischen Wissenschaften fort, disputierte am 8. Dezember 1692 zum Doktor und wurde am 18. Mai 1693 zum Doktor der Theologie ernannt. 1698 wurde er neben seiner philosophischen Professur der Logik und Metaphysik Professor der Theologie und bekam nach dem Tod von Friedrich Ulrich Calixt die theologische Professur über die kirchlichen Streitfragen übertragen. Er beteiligte sich auch an den organisatorischen Aufgaben der Helmstädter Hochschule, war mehrfach Dekan der theologischen Fakultät und mehrfach Vizerektor der Alma Mater. Er erlitt am 5. Mai 1708 einen Schlaganfall, an welchem er verstarb. Sein Leichnam wurde am 20. Mai in Helmstedt beigesetzt.

## Familie
Niemeier war zwei Mal verheiratet. Seine erste Ehe schloss er am 16. Juni 1680 mit Anna Magaretha (* 11. April 1650 in Celle; † 14. Dezember 1694 in Helmstedt), der Tochter des fürstlich braunschweigischen Leibarztes in Celle Johannes Behrens und dessen Frau Anna Magaretha Mitthof (* 1612 in Celle; † 13. Januar 1681 ebenda). Die Ehe blieb kinderlos. Seine zweite Ehe ging er am 27. Oktober 1696 mit Sophia Elisabeth (* 19. Juni 1670; † 26. November 1738) ein, der Tochter des braunschweigisch-lüneburgischen Kanzleisekretärs Johann Kilian Stisser. Auch diese Ehe blieb kinderlos.

## Werke (Auswahl)
- Disputatio Metaphysica De Subordinatione Causarum. Müller, Helmstedt 1676. (Digitalisat)
- Disputatio ethica de gradibus virtutum moralium. Müller, Helmstedt 1676. (Digitalisat)
- Disputatione ethica de Stoicorum apatheia. 1. Müller, lHelmstedt 1679. (Digitalisat)
- Disputatione ethica de Stoicorum apatheia. 2. Müller, Helmstedt 1679. (Digitalisat)
- Libri Primi, Secundi, Tertii Ac Quarti Metaphysicorum Aristotelis Nucleus. Müller, Helmstedt 1681. (Digitalisat)
- De nominibus et essentia Dei disputatio philosophica. Hamm, Helmstedt 1690. (Digitalisat)
- De symbolo apostolico dissertatio theologica. Hamm, Helmstedt 1693. (Digitalisat)
- Dissertatione Academica Peri paradeigmatos, sive, de Argumentatione Exemplari. Schnorr, Helmstedt 1694. (Digitalisat)
- Dissertatio Academica de syllogismorum consequentiam habentium formalem asyllogistia. Hamm, Helmstedt 1699. (Digitalisat)
- Tractatus Theologicus De Disciplina Ecclesiastica in Qvatuor Dissertationes Digestus. Förster, Hannover 1702. (Digitalisat)
- Dissertatio Theologica De Conjugiis Jure Ecclesiastico Prohibitis. Schnorr, Helmstedt 1703. (Digitalisat)
- Dissertatio academica de Aristotele eiusque philosophia. Schnorr, Helmstedt 1703. (Digitalisat)
- Dissertatio de ecclesiasticis ordinibus. Hamm, Helmstedt 1704. (Digitalisat)
- De gentilium statu atque conditione post hanc vitam. 1. Schnorr, Helmstedt o. J. (Digitalisat)
- De gentilium statu atque conditione post hanc vitam. 2. Schnorrk Helmstedt o. J. (Digitalisat)